# Samvel Ter-Sahakian
Samvel Ter-Sahakian est un joueur d'échecs arménien né le 19 septembre 1993 à Vanadzor. Il a reçu le titre de  grand maître international à quinze ans en 2009.
Au 1er juillet 2018, il est le 13e joueur arménien avec un classement Elo de 2 554 points.

## Palmarès
Samvel Ter-Sahakian a remporté :
- le championnat d'Europe des moins de 10 ans en 2003 ;
- la médaille d'argent au championnat d'Europe des moins de 12 ans en 2004 ;
- la médaille de bronze au championnat du monde des moins de 12 ans en 2005 ;
- la médaille d'argent au championnat d'Europe des moins de 16 ans 2008 ;
- le championnat d'Europe des moins de 18 ans en 2010 ;
- trois médailles au championnat du monde des moins de 18 ans : bronze en 2008, argent en 2010  et or en 2011.

En 2008, à quatorze ans, il finit troisième du championnat d'Arménie.
En 2009, il remporta la médaille de bronze par équipe à l'olympiade des moins de 16 ans en 2009.
Il finit troisième du tournoi d'échecs du lac Sevan en 2009 et 2015.
Samvel Ter-Sahakian gagne le championnat d'Arménie d'échecs à deux reprises en 2020 et 2023.